# Gemaal De Oude Horn
De Oude Horn is een voormalig poldergemaal uit 1859 dat werd gebouwd ter vervanging van enkele poldermolens. Het ligt in de oude Culemborgse Vliet aan de Diefdijk in Acquoy. Het schepradgemaal werd aangedreven door een stoommachine die in 1920 werd vervangen door een Crossley zuiggasmotor. Sinds 1977 is het pand in gebruik als glasblazerij. Het gemaal is opgenomen in het register van rijksmonumenten als onderdeel van rijksmonumentencomplex 531857, een deel van de Nieuwe Hollandse Waterlinie.

## Functie
Naast het gemaal lagen sluizen die deel uitmaakten van de Nieuwe Hollandse Waterlinie. Vanuit de Linge werd water ingelaten en dit stroomde via de Culemborgse Vliet naar het gebied ten oosten van de Diefdijk dat zo onder water werd gezet. Er waren vroeger twee sluizen vlak achter elkaar, een bij de monding van de Vliet en een tweede aan de westzijde naast het gemaal. De eerste sluis is in de jaren zeventig van de twintigste eeuw verdwenen onder een weg op de dam over de Vliet. De nog bestaande sluis naast het gemaal fungeerde als inundatie- en keersluis voor de waterlinie.
Op minder dan een kilometer ten noorden van het gemaal ligt het Werk op de spoorweg bij de Diefdijk. Vanwege het militaire belang bij de inundatie had het werk ook tot taak de sluizen te beschermen.

## Behoud; glasblazerij
In 1962 kwam gemaal De Nieuwe Horn gereed en was het oude gemaal overbodig. Omdat de Culemborgse Vliet voor het nieuwe gemaal is omgeleid staat De Oude Horn sindsdien aan een afgesloten water. Na de buitengebruikstelling is de machinerie verwijderd, maar het ijzeren scheprad bleef aanwezig. 
In 1977 nam glasblazer Willem Heesen het pand in gebruik als glasblazerij, die ook de naam De Oude Horn zou dragen. In 1995 nam Willems zoon Bernard Heesen de leiding over. Daarnaast werk(t)en onder andere ook Lino Tagliapietra, Andries Copier, Nienke Sikkema en Josja Schepman in de glasblazerij.
Tussen 2010 en 2012 is het gebouw gerestaureerd. De gevelstenen, Oegstgeester dakpannen en diverse onderdelen van het houten kapconstructies zijn onder handen genomen. Naast het gemaal ligt een kleine sluis die ook is opgeknapt en voorzien van twee nieuwe houten sluisdeuren.